# Rantigny
Rantigny è un comune francese di 2 583 abitanti situato nel dipartimento dell'Oise della regione dell'Alta Francia.

## Società

### Evoluzione demografica
Abitanti censiti
- Wikimedia Commons contiene immagini o altri file su Rantigny